# Brisbane Strikers Football Club
Maillots
Le Brisbane Strikers Football Club est un club australien de football basé à Brisbane, fondé en 1994. 

## Palmarès
- Championnat d'Australie
  - Champion : 1997